# Plumularia mossambicae
Plumularia mossambicae is een hydroïdpoliep uit de familie Plumulariidae. De poliep komt uit het geslacht Plumularia. Plumularia mossambicae werd in 1975 voor het eerst wetenschappelijk beschreven door Millard. 